# Pfarrkirche Euratsfeld

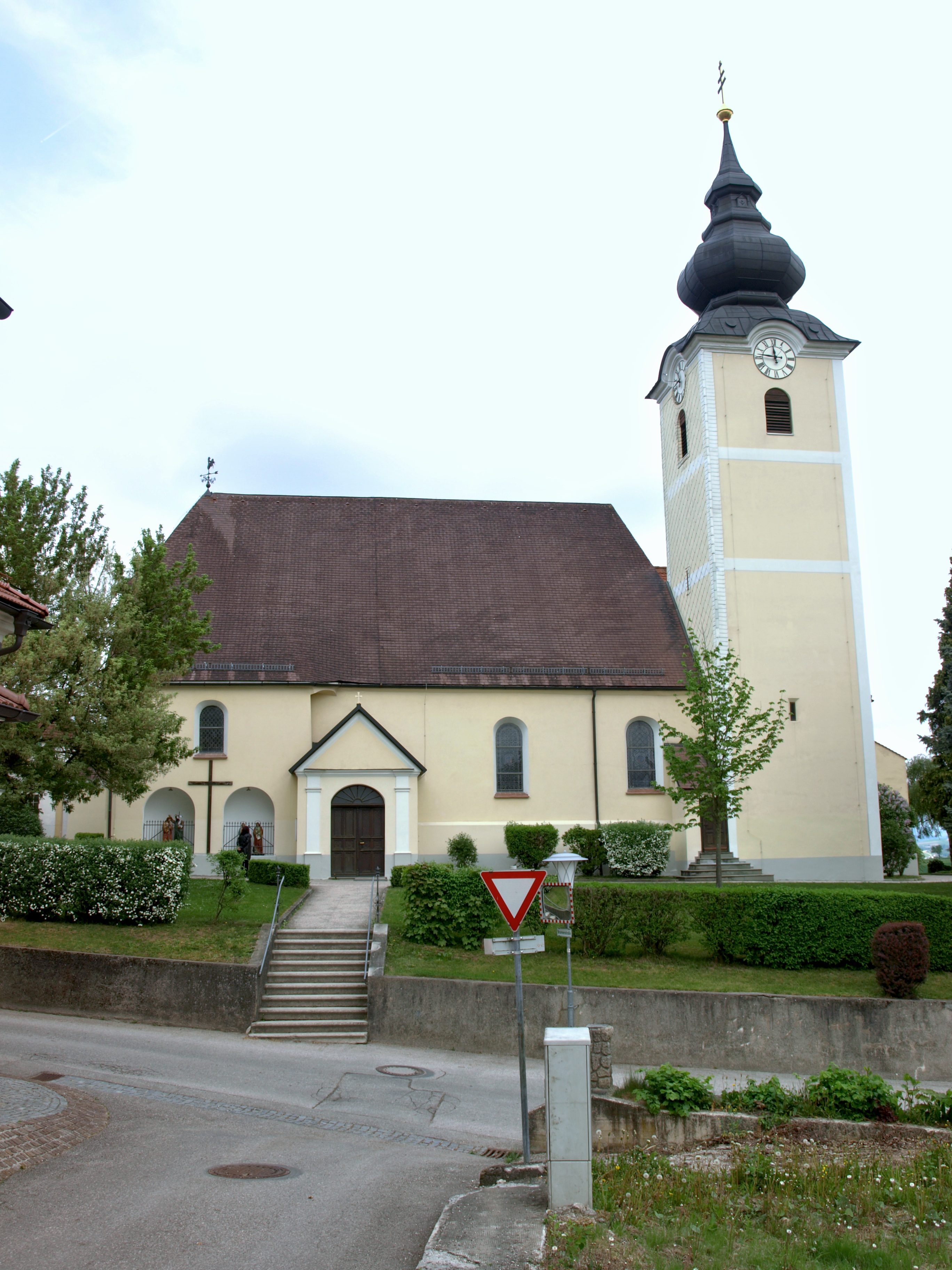
Katholische Pfarrkirche hl. Johannes der Täufer in Euratsfeld

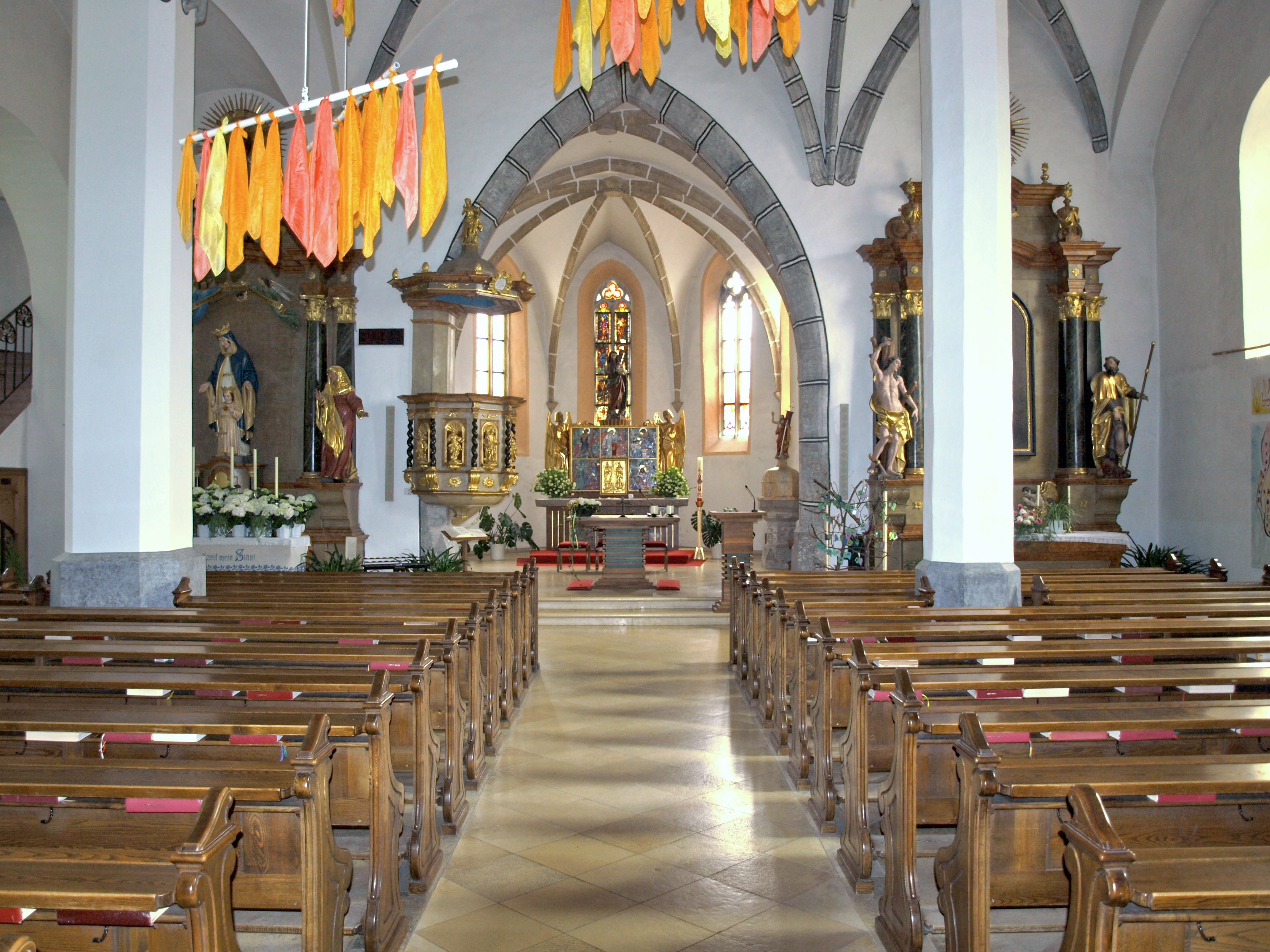
Langhaus, zum Chor

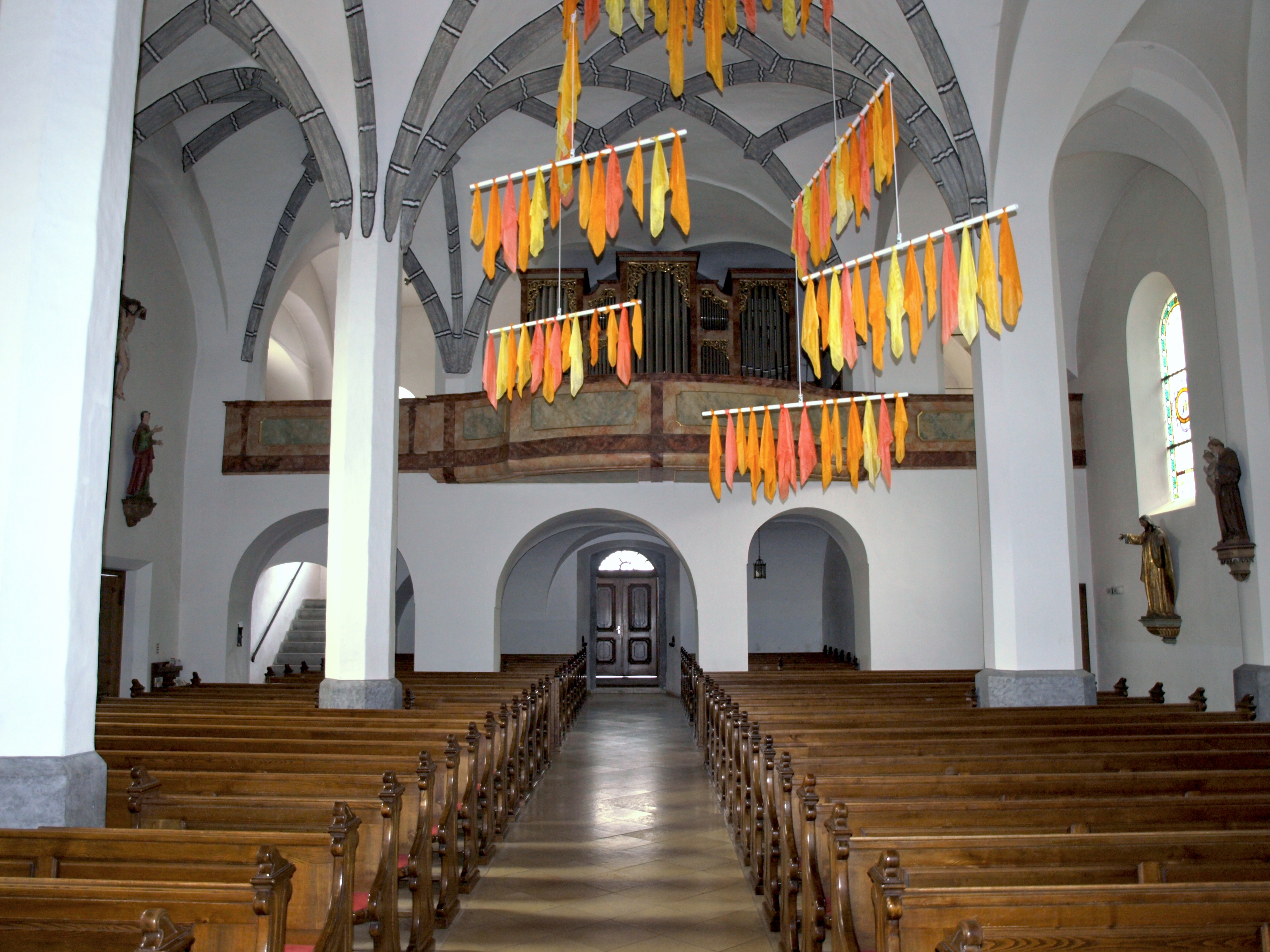
Langhaus, zur Orgelempore

Die Pfarrkirche Euratsfeld steht am nordöstlichen Ortsrand auf einem nach Osten abfallenden Plateau in der Marktgemeinde Euratsfeld im Bezirk Amstetten in Niederösterreich. Die auf den heiligen Johannes den Täufer geweihte römisch-katholische Pfarrkirche gehört zum Dekanat Amstetten der Diözese St. Pölten. Die Kirche steht unter Denkmalschutz (Listeneintrag).

## Geschichte
Im 13. Jahrhundert eine Filiale der Pfarrkirche Neuhofen an der Ybbs. Im 16. Jahrhundert Pfarrvogtei der Herrschaft Neuhofen. Die Kirche wurde 1939 zur Pfarrkirche erhoben.
Urkundlich wurde 1740/1764 das Langhaus um das Westjoch erweitert. 1886 war eine Renovierung. Von 1954 bis 1957 wurde die Kirche restauriert.

## Architektur
Die barock erweiterte dreischiffige spätgotische Hallenkirche aus dem ersten Viertel des 16. Jahrhunderts, ein Pfeiler nennt 1557, hat einen älteren Polygonalchor aus dem 14. Jahrhundert und einen gotischen Südturm.
Das schlichte Langhaus mit einem Schopfwalmgiebel zeigt barocke Rundbogenfenster und hat im Westen und Süden kleine Portalvorhallen aus dem 18. Jahrhundert. Der eingezogene gotische Chor mit einem Fünfachtelschluss und niedrigen Strebepfeilern hat zweiteilige Maßwerkfenster, das mittlere Fenster mit einem liegenden Dreipass um 1400. Im nördlichen Chorwinkel steht ein zweigeschoßiger barocker Sakristeianbau. Im südlichen Chorwinkel steht ein mächtiger mittelalterlicher Turm mit barocken Uhrengiebel und Zwiebelhelm.
In Blendnischen an der südlichen Langhausseite stehen neugotische Statuen Taufe Christi und die hll. Petrus und Johannes.
Das Kircheninnere zeigt eine dreischiffige vierjochigen Langhaushalle. Das Mittelschiff und das südliche Seitenschiff sind in den drei östlichen Jochen mit einem verstäbten Parallelrippennetz um 1510 auf Polygonal- und Wandpfeilern überwölbt. Das Westjoch aus 1760/1764 hat im Mittelschiff und Südschiff eine kreuzgrat- und stichkappenunterwölbte mit drei rundbogigen Pfeilerarkaden geöffnete Orgelempore. Das schmale Nordschiff hat spitze Kreuzgratgewölbe aus 1760/1764.
Der Triumphbogen am Mittelschiff ist spitzbogig. Der niedrige einjochige Chor mit einem Fünfachtelschluss mit einem erkennbaren Achsknick hat ein Kreuzrippengewölbe auf Kegelkonsolen und Scheibenschlusssteine. Die barocke Sakristei hat im Obergeschoß ein zweijochiges platzlgewölbtes Oratorium mit zwei Rundbogenarkaden zum Chor geöffnet. An der rechten Chorwand ist ein barockes Steingewändefenster mit einem Klostergitter.
Die Glasmalerei am Chormittelfenster um 1410/1420 und 1956 restauriert zeigt in fünf Scheiben Maria mit Kind, hl. Christophorus, hl. Erasmus, und die Stifter Hans und Friedrich als Fürsten zu Senftenegg mit Wappen, weiters zwei ornamentale Scheiben als sogenannte Teppichfelder um 1300. Die Darstellung hl. Elisabeth mit Maßwerkscheiben sind aus den 1890er Jahren. Die seitlichen Chorfenster und die Langhausscheiben sind teils figural und aus 1900.

## Ausstattung
Den Hochaltar als sechsteiliges Mosaikretabel mit Szenen aus dem Leben des hl. Johannes des Täufers schufen Rupert Schweiger und Lucia Jirgal 1956. Der Altartisch trägt einen Tabernakel flankiert von zwei Engelsfiguren und eine spätgotische Statue hl. Johannes des Täufers um 1510. Der linke Seitenaltar als barockes Wandretabel aus dem dritten Viertel des 18. Jahrhunderts mit Säulen, Doppelpilastern und verkröpftem Gebälk trägt seitlich die Statuen Joachim und Anna um 1760/1770 und über dem Tabernakel die neugotische Figur Maria mit Kind um 1900. Der gleichartige rechte Seitenaltar zeigt ein das Altarblatt hl. Florian von Lorch rettet durch sein Gebet ein brennendes Haus von Martin Johann Schmidt 1774 und trägt seitlich die Statuen hll. Sebastian und Rochus um 1760/1770 und im Aufsatz einen barocken Gnadenstuhl.
Die Kanzel hat am Korb gedrehte Säulchen und feingliedrige Statuetten Christus und die Evangelisten aus dem ersten Viertel des 18. Jahrhunderts und am Schalldeckel die Statue Auferstandener Christus. Es gibt eine monumentale Kreuzigungsgruppe mit Johannes und Maria aus der Mitte des 18. Jahrhunderts.
Die Orgel bauten die Gebrüder Mauracher 1949.